# Doryfera ludovicae
Doryfera ludovicae là một loài chim trong họ Chim ruồi.

## Hình ảnh

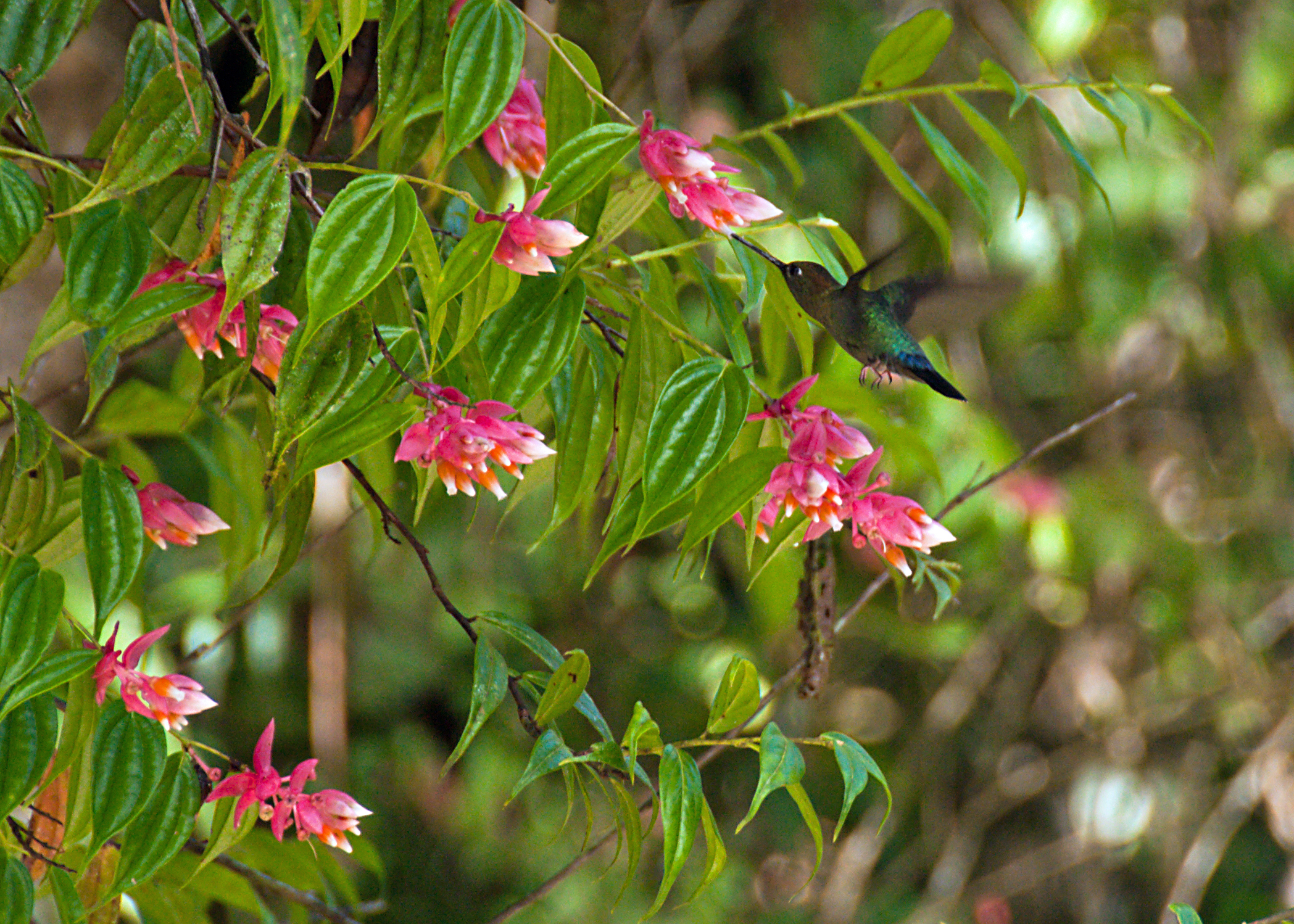
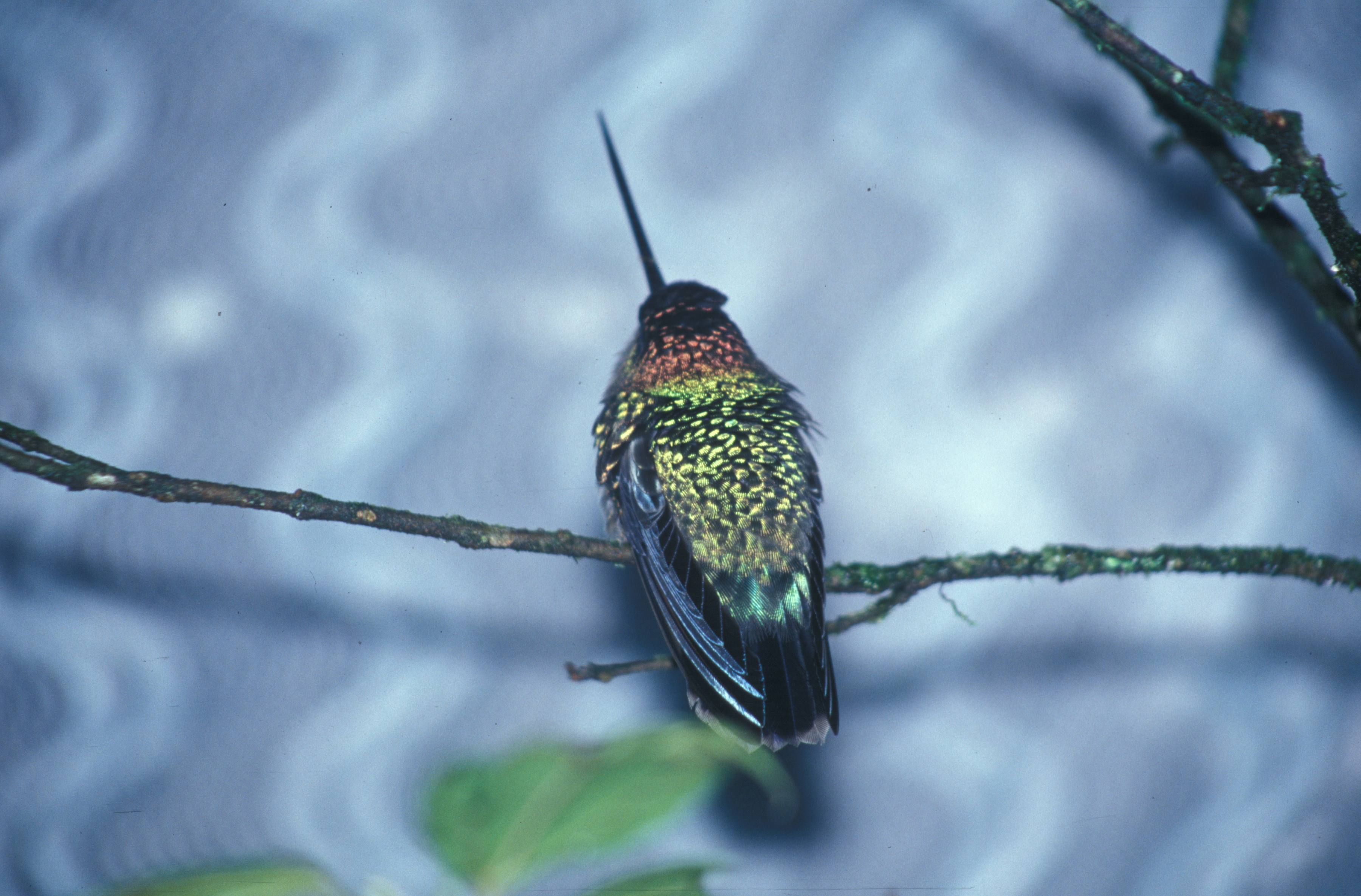